# Jan Filipów
Jan Filipów (ur. 5 lipca 1897 we Lwowie, zm. 17 sierpnia 1920 pod Zadwórzem) – sierżant sztabowy Wojska Polskiego, działacz niepodległościowy, kawaler Orderu Virtuti Militari.

## Życiorys
Urodził się 5 lipca 1897 we Lwowie, w rodzinie Jana i Marii z Brylów. W 1912 zakończył naukę w szkole średniej i podjął pracę w charakterze agenta handlowego w rodzinnym mieście. Trzy miesiace przed wybuchem I wojny światowej wstąpił do Związku Strzeleckiego.
Służył w 10. kompanii III baonu 3 pułku piechoty Legionów Polskich . Uczestniczył w kampanii wołyńskiej . Wiosną 1917 został wymieniony jako starszy szeregowiec we wniosku o odznaczenie austriackim Krzyżem Wojskowym Karola . Po kryzysie przysięgowym (lipiec 1917) służył jako starszy szeregowiec w Polskim Korpusie Posiłkowym . Później został internowany przez Austriaków w Máramarossziget. Po uwolnieniu wrócił do Lwowa. Od początku listopada 1918 wziął udział w obronie miasta przed Ukraińcami. Walczył na Górze Stracenia pod dowództwem rotmistrza Romana Abrahama. W 1919 został ranny w czasie walk w Małopolsce Wschodniej. Latem wstąpił do Małopolskich Oddziałów Armii Ochotniczej i został przydzielony do Detachement rtm. Abrahama. Poległ 17 sierpnia 1920 w bitwie pod Zadwórzem. 3 września 1920 major Abraham sporządził wniosek na odznaczenie sierżanta sztabowego Orderem Virtuti Militari, w który napisał: „odbył w roku 1919 całą kampanię ukraińską. Niezwykle dzielny. Pod Zadwórzem walcząc do zupełnego zniesienia własnego baonu, zastrzelił się nie chcąc wpaść w niewolę”.
Był kawalerem, dzieci nie miał.

## Ordery i odznaczenia
- Krzyż Srebrny Orderu Wojskowego Virtuti Militari nr 3195 – 10 sierpnia 1922[16][3][17]
- Krzyż Niepodległości – pośmiertnie 4 listopada 1933 „za pracę w dziele odzyskania niepodległości”[18][19]
- Krzyż Walecznych trzykrotnie – 1922 „za czyny orężne w bojach b. 3 pp Leg. Pol.”[20][7]

11 listopada 1938 we Lwowie Mikołaj Filipów odebrał Krzyż Srebrny Orderu Virtuti Militari przyznany jego bratu Janowi. 21 kwietnia 1939 na adres brata wysłano Krzyż Niepodległości wraz z dyplomem.